# Dorf (Wittlich)
Dorf ist der kleinste Stadtteil der Kreisstadt Wittlich im Landkreis Bernkastel-Wittlich in Rheinland-Pfalz.

## Geographie
Der Stadtteil Dorf liegt nordöstlich der Innenstadt von Wittlich in der Wittlicher Senke am Rande der Eifel. 

## Geschichte
Der Ort wurde erstmals im Jahre 952 unter dem lateinischen Namen Villera erwähnt und feierte daher im Jahre 2002 sein 1050-jähriges Bestehen.
Bis Ende des 18. Jahrhunderts gehörte Dorf zum Amt Wittlich im Kurfürstentum Trier. Die Inbesitznahme des Linken Rheinufers durch französische Revolutionstruppen beendete die alte Ordnung. Der Ort wurde von 1798 bis 1814 Teil der Französischen Republik (bis 1804) und anschließend des Französischen Kaiserreichs. Dorf wurde dem Kanton Wittlich im Arrondissement Trier des Saardépartements zugeordnet. Nach der Niederlage Napoleons kam Dorf aufgrund der 1815 auf dem Wiener Kongress getroffenen Vereinbarungen zum Königreich Preußen und gehörte nun zum Kreis Wittlich des Regierungsbezirks Trier, der 1822 Teil der neu gebildeten preußischen Rheinprovinz wurde.
Als Folge des Ersten Weltkriegs war die gesamte Region dem französischen Abschnitt der Alliierten Rheinlandbesetzung zugeordnet. Nach dem Zweiten Weltkrieg wurde Dorf innerhalb der französischen Besatzungszone Teil des damals neu gebildeten Landes Rheinland-Pfalz.
Im Rahmen der Mitte der 1960er Jahre begonnenen rheinland-pfälzischen Gebiets- und Verwaltungsreform wurde bis dahin eigenständige Gemeinde Dorf am 7. Juni 1969 zusammen mit den Gemeinden Bombogen, Lüxem, Neuerburg und Wengerohr in die Kreisstadt Wittlich eingemeindet.

## Politik

### Ortsbezirk
Dorf ist gemäß Hauptsatzung einer von fünf Ortsbezirken der Stadt Wittlich. Die Interessen des Ortsbezirks werden durch einen Ortsbeirat und einen Ortsvorsteher vertreten.

### Ortsbeirat
Der Ortsbeirat besteht aus sieben Mitgliedern, die bei der Kommunalwahl am 9. Juni 2024 in einer personalisierten Verhältniswahl gewählt wurden, und dem ehrenamtlichen Ortsvorsteher als Vorsitzendem.
Die Sitzverteilung im Ortsbeirat:
| Wahl | SPD               | CDU               | FDP               | FWG (*)           | Gesamt  |
| ---- | ----------------- | ----------------- | ----------------- | ----------------- | ------- |
| 2024 | 2                 | 5                 | –                 | –                 | 7 Sitze |
| 2019 | per Mehrheitswahl | per Mehrheitswahl | per Mehrheitswahl | per Mehrheitswahl | 7 Sitze |
| 2014 | 3                 | 3                 | –                 | 1                 | 7 Sitze |
| 2009 | 2                 | 3                 | 1                 | 1                 | 7 Sitze |

### Ortsvorsteher
Gerhard Hoffmann wurde am 26. Juni 2019 Ortsvorsteher von Dorf. Da bei der Direktwahl am 26. Mai 2019 kein Wahlvorschlag eingereicht wurde, oblag die Neuwahl dem Ortsbeirat, der sich mehrheitlich für Hoffmann entschied. Bei der Direktwahl am 9. Juni 2024 wurde er als einziger Bewerber mit einem Stimmenanteil von 91,8 % für weitere fünf Jahre in seinem Amt bestätigt.
Frühere Ortsvorsteher von Dorf:
- 2014–2019 Holger Freund (SPD)
- 1999–2014 Thomas Simon (SPD)
- 1984–1999 Albrecht Briese
- 1969–1984 Werner Lehnen

## Kultur
Kulturdenkmäler

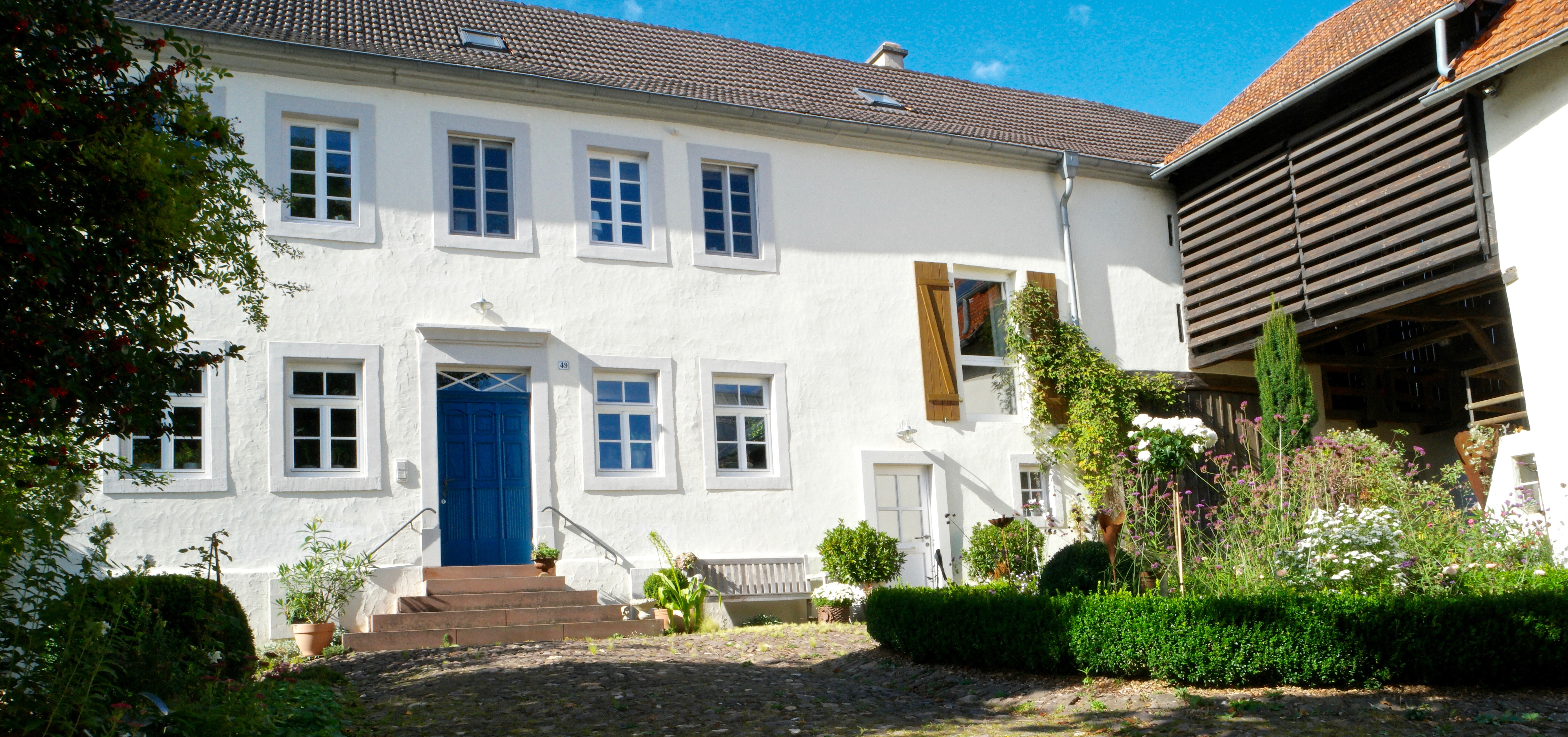
Denkmal Bauernhaus im „Trierer Langhausstil“
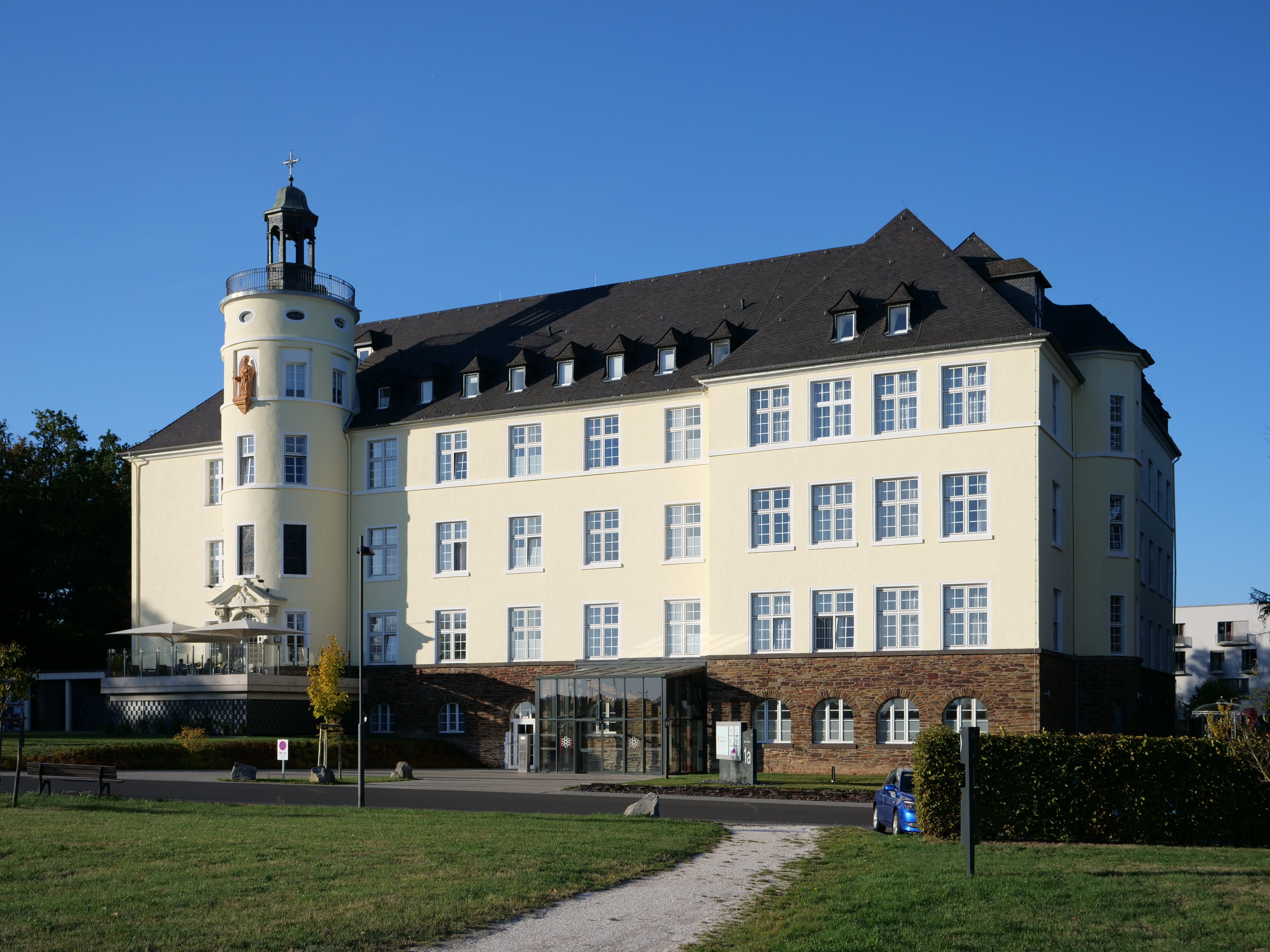
Ehem. Missionshaus St. Paul
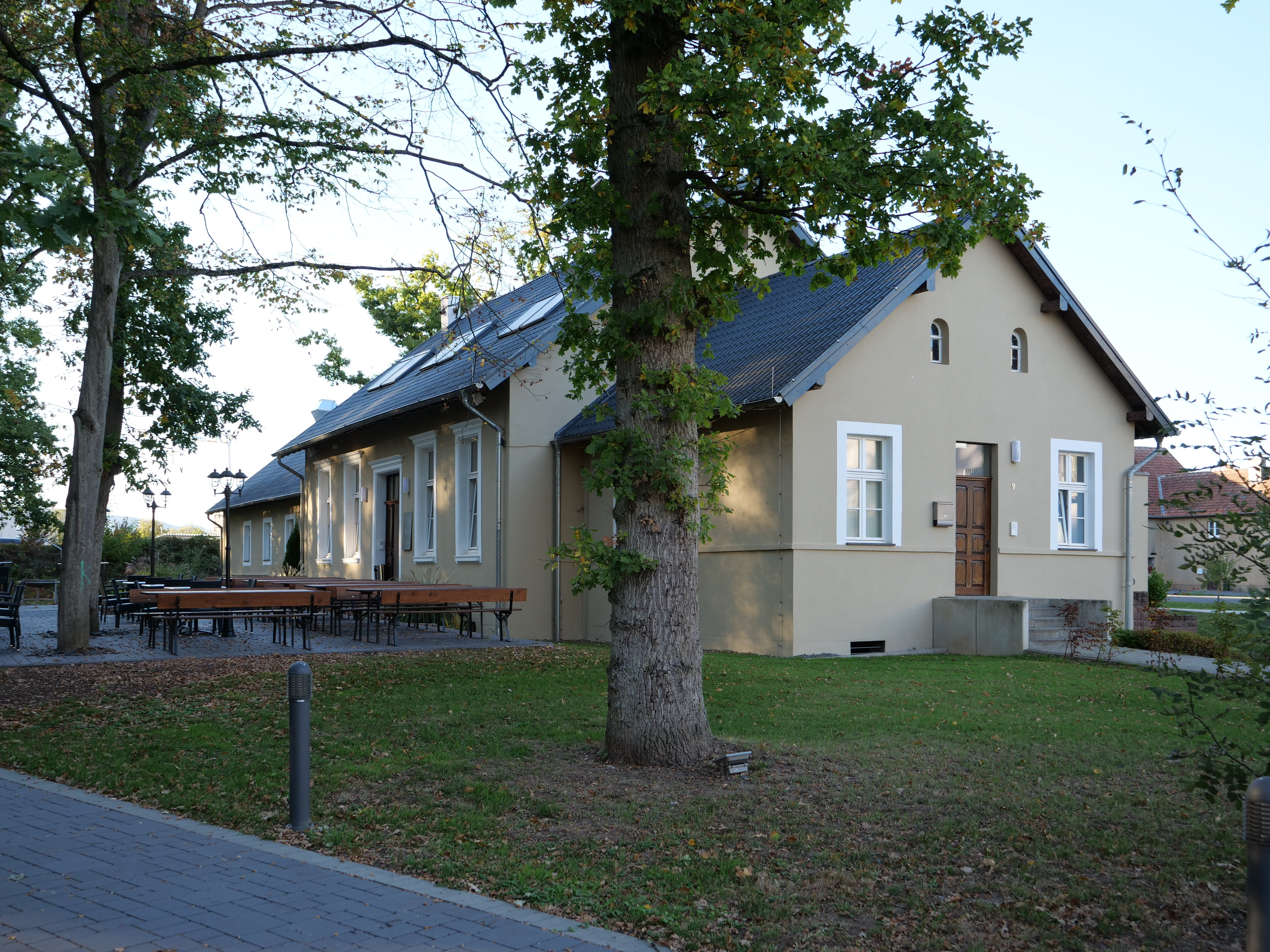
Gartenwirtschaft Volkspark hinter dem Missionshaus St. Paul

Siehe auch: Liste der Kulturdenkmäler in Wittlich